# Grammia geneura
Grammia geneura är en fjärilsart som beskrevs av John Kern Strecker 1878. Grammia geneura ingår i släktet Grammia och familjen björnspinnare. Inga underarter finns listade i Catalogue of Life.